# Dewlish
Dewlish är en ort och civil parish i Storbritannien.   Den ligger i kommunen Dorset och riksdelen England, i den södra delen av landet, 170 km sydväst om huvudstaden London. Dewlish ligger 91 meter över havet och antalet invånare är 284.
Terrängen runt Dewlish är platt. Runt Dewlish är det ganska tätbefolkat, med 108 invånare per kvadratkilometer. Närmaste större samhälle är Dorchester, 10,8 km sydväst om Dewlish. Trakten runt Dewlish består till största delen av jordbruksmark.